# Ana Porgras
Ana Porgras (n. 18 decembrie 1993, Galați, România) este o fostă gimnastă din România, medaliată cu aur la bârnă la Campionatul Mondial de Gimnastică Artistică din 2010.

## Tinerețea și cariera
A fost selecționată pentru gimnastică la vârsta de patru ani, de antrenorii Agripina și Paul Gâlea. Primele performanțe sportive le‑a avut după vârsta de 12 ani, când la Campionatele Naționale ale Cluburilor Sportive Școlare a cucerit medalia de bronz la individual compus, locul II la bârnă și locul III la sol. În același an, 2006, a fost cooptată în lotul național de junioare de la Onești. Cu echipa României a cucerit medalia de argint (bronz la sol) la Jocurile Balcanice pentru juniori, de la Istanbul. Anul trecut a fost promovată la lotul național de junioare, de la Deva. În această perioadă a devenit dublă campioană națională (paralele și bârnă), a obținut locul întâi la Campionatul Național al maeștrilor (bârnă) și s‑a clasat pe locuri fruntașe în concursurile internaționale. Anul 2008 îi aduce consacrarea definitivă. Devine campioană europeană de junioare, clasându‑se pe primul loc la bârnă și locul IV cu echipa României, iar de două luni este componentă a lotului național olimpic de senioare, de la Deva. Ana Porgras ‑ elevă a Liceului cu Program Sportiv Galați ‑ este detașată pe plan profesional la Liceul cu Program Sportiv Cetate Deva.

## Cariera ca senioară

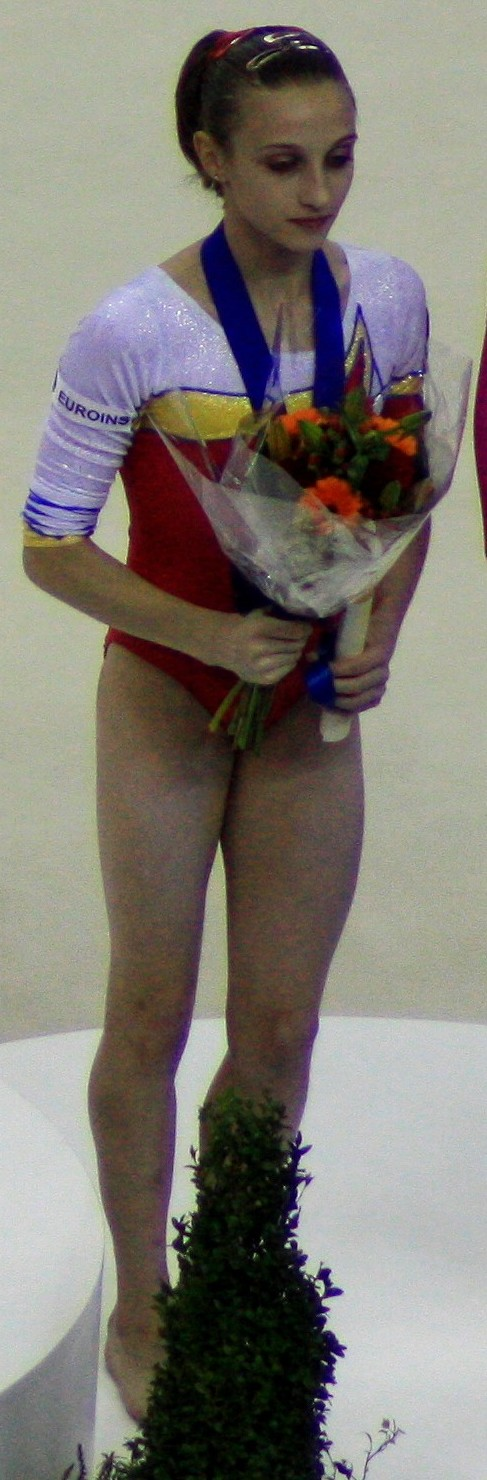
Bronz la Campionatul Mondial de Gimnastică Artistică, Londra, 2009

### 2010
Nefiind încă refăcută după accidentări, Ana a fost membră a selecționatei la Campionatele Europene din 2010. A contribuit la calificarea echipei pe locul al doilea participând la probele de bârnă și paralele. La proba individuală s-a calificat pe primul loc la bârnă și pe locul al șaptelea la paralele. A contribuit la clasarea echipei pe locul al treilea obținând cea mai mare notă la bârnă (14,800) și 13,700 la paralele. În timpul desfășurării finalei Ana a suferit o accidentare la coborârea de pe bârnă, ceea ce a silit-o să se retragă din finalele de la acest aparat precum și din cea de la paralele. După întoarcerea în țară a fost diagnosticată cu fisură de peroneu. A revenit cu succes în luna septembrie obținând medalia de aur la bârnă și cea de argint la paralele la Cupa Mondială de la Gent (Belgia). După o săptămână și-a apărat titlul la individual compus la Campionatele Naționale ale României obținând de asemenea medalia de aur la bârnă și pe cea de bronz la sol.
A obținut medalia de aur la bârnă la Campionatele Mondiale de la Rotterdam.

## Distincții
Ana Porgras este cetățean de onoare al municipiului Galați. În 2011 a primit Ordinul Meritul Sportiv clasa a II-a.